# Dana Zátopková
Dana Zátopková ['dana 'zaːtopkovaː], nacida con el nombre de Dana Ingrová ['ɪŋɡrovaː], (Fryštát, 19 de septiembre de 1922-Praga, 13 de marzo de 2020) fue una atleta checa, campeona olímpica de lanzamiento de jabalina en los juegos olímpicos de Helsinki 1952.

## Biografía
Hija de Antonín y Františka Ingrovi, procedían de Vacenovice. El padre se convirtió en soldado profesional después de servir en las legiones francesas durante la Primera Guerra Mundial. A principios de la década de 1920, fue nombrado comandante del batallón fronterizo en Fryštát. Los tres hijos de Ingro también nacieron allí: Vladimír (1921), Dana (1922) y Miroslav (1923). Cuando Dana Ingrová tenía seis años, su familia regresó de Fryštát (hoy Karviná) a Vacenovice cerca de Hodonín . En 1930, su padre fue nombrado comandante de la unidad en Olomouc y ella y su familia se mudaron a allí.

## Carrera deportiva
Nació el mismo día que el que sería su marido, el atleta checo Emil Zátopek, quien también compitió con la selección olímpica de Checoslovaquia. Ganó la medalla de oro en el lanzamiento de jabalina en los Juegos Olímpicos de 1952 celebrados en Helsinki, tan solo una hora después de que su marido ganara la carrera de 5000 m lisos. También ganó una medalla de plata en los posteriores Juegos Olímpicos de Roma 1960. A nivel europeo hay que destacar sus dos victorias en el Campeonato de Europa de atletismo de 1954 y 1958, sin olvidarse de que en el año 1958 consiguió la plusmarca mundial de lanzamiento de jabalina con una marca de 55,73 m.

## Fallecimiento
Falleció en el Hospital Militar Central de Praga la madrugada del 13 de marzo de 2020 a los noventa y siete años.
| Predecesor: Herma Bauma | Campeona Olímpica de lanzamiento de jabalina Helsinki 1952 | Sucesor: Inese Jaunzeme |